# 毛瓣黄耆
毛瓣黄耆（学名：Astragalus lasiopetalus）是豆科黄芪属的植物。分布于西伯利亚、阿尔泰以及中国大陆的新疆等地，生长于海拔1,000米至2,000米的地区，多生在河旁湿地，目前尚未由人工引种栽培。